# Делта-Джанкшен
Делта-Джанкшен (англ. Delta Junction) — город в зоне переписи населения Саутист-Фэрбанкс, штат Аляска, США. Расположен в 160 км к югу от города Фэрбанкс, недалеко от слияния рек Делта и Танана. Число жителей согласно оценочным данным на 2012 год составляет 974 человека.

## География и климат
Город Делта-Джанкшен располагается в плодородной долине реки Тананы. Город окружают три горные цепи — Уайт-Маунтинс с севера, Гранитные Горы с юго-востока, и Аляскинский хребет с юго-запада, а река Делта с запада. Многочисленные полезные ископаемые найдены около Делта-Джанкшен — золото, молибден, уголь. Особенность пейзажа — Купол Доннелли. Этот купол был сформирован пришедшим с Аляскинского хребта ледником, срезавшим боковые стороны прежней горы.
В Делта-Джанкшен более сухо, чем в прибрежной Аляске, климат типично субарктический. Ежегодно выпадает только 30,5 см осадков, включая 94 см снега. Средняя температура января −23 °C. Средняя температура июля +20 °C. Длинная и холодная зима с октября по апрель и короткое, но жаркое лето. Температура изменяется от −53 °C до +33 °C. Как и во всей субарктике, с мая до июля наблюдаются белые ночи. Ясными зимними ночами часто на небе видно северное сияние.

## Население
По данным переписи 2000 года население Делта-Джанкшен составляло 840 человек, было 312 домашних хозяйств и 208 семей, проживающих в городе. Плотность населения была 18,8 человек на квадратный километр. 91,43 % населения составляли белые американцы; 1,07 % — афроамериканцы; 4,05 % — коренные американцы; 0,95 % — азиаты; 0,12 % — представители других рас и 2,38 % — представители двух и более рас. Доля лиц латиноамериканского происхождения всех рас — 0,83 %.
В Делта-Джанкшен зафиксирована самая высокая доля украинцев в США, при этом 16,4 % населения родились на Украине и даже больший процент населения имеет украинское происхождение. По данным переписи 2000 года 19,64 % всего населения и 31,10 % населения в возрасте от 5 до 17 лет разговаривали дома на русском или украинском языке.
Доля лиц в возрасте младше 18 лет — 32,6 %; лиц в возрасте от 18 до 24 лет — 6,5 %; от 25 до 44 лет — 26,5 %; от 45 до 64 лет — 26,5 % и лиц старше 65 лет — 7,7 %. Средний возраст населения — 36 лет. На каждые 100 женщин приходится 112,1 мужчин; на каждые 100 женщин в возрасте старше 18 лет — 109,6 мужчин.

## Экономика
Основу экономики составляет обслуживание военных городков, добыча полезных ископаемых, сельское хозяйство, туризм. С Фэрбанксом Делта-Данкшен связывает железная дорога, по которой приезжают туристы, а также транспортируются сельхозпродукция. Кроме основной работы население занимается охотой на американского лося, карибу и бизона, рыболовством, моет золото, промышляет пушных зверей. В Делта-Джанкшен северная оконечность Аляскинской трассы, в честь этого в нём установлен памятный знак. Как и большинство поселений Аляски, Делта-Джанкшен имеет маленькую взлётно-посадочную полосу, с которой совершаются чартерные рейсы для осмотра достопримечательностей, для охотников и рыбаков.

## История
Группы сибирских племён перешли перешеек на месте нынешнего Берингова пролива 16—10 тысяч лет назад. На арктическом побережье стали селиться эскимосы. Древние жители занимались охотой и рыболовством. Первые белые люди высадились на Аляске 21 августа 1732 года. C 9 июля 1799 по 18 октября 1867 года Аляска с прилегающими к ней островами находилась под управлением Русско-американской компании. С 1867 года Аляска находится в ведении военного министерства США и назывался Округ Аляска, в 1884—1912 округ, затем территория (1912—1959), с 1959 года — штат США.
Во время Второй мировой войны Соединенные Штаты помогали Советскому Союзу в войне против нацистской Германии, посылая самолеты и военное снаряжение через Аляску на российский Дальний Восток. Была построена Аляскинская трасса, чтобы соединить существующую дорогу в Доусон-Крик (Канада) с шоссе Ричардсона на Аляске, длина трассы — 2290 км. Аляскинская трасса встретилась с шоссе Ричардсона в пункте 12 км на юг вдоль реки Делты от Биг-Делта. Место соединения шоссе стало известным как Делта-Джанкшен (от англ. junction — соединение). В 8 км к югу от Делта-Джанкшен был построен аэродром для поставок военного снаряжения в Россию.
После Второй мировой войны рядом с аэродромом была построена американская военная база, Форт-Грили. Во время холодной войны с Советским Союзом база и прилегающая огромная территория вокруг неё использовались для тренировок солдат в условиях холодного климата. В 1957 шоссе Ричардсона и Аляскинская трасса были заасфальтированы. Обслуживание военной базы и туризм вызвали бум в экономике. Коммерческий центр региона переместился из Биг-Делта в Делта-Джанкшен. Кроме того, часть населения начало обрабатывать землю и разводить домашний скот. Сельскохозяйственное производство потребовало новых технологий в условиях короткого теплого сезона и холодной зимы. Делта-Джанкшен получило статус города в 1960 году. В 1968 году была обнаружена нефть в Северном Склоне Аляски. В 1974 году началась постройка Трансаляскинского нефтепровода для транспортировки нефть от Северного Склона до Вальдеза. Это также стимулировало экономику региона. Делта-Джанкшен испытало бум, подобный золотой лихорадке, который привел к волне новых жителей и фирм. Прожиточный минимум во время этого периода был много больше среднего национального показателя.
В конце 1970-х и в начале 1980-х, долина Тананы определялась как потенциальная сельскохозяйственная область для Аляски. Штат Аляска сделал доступными для покупки фермерами большие полосы земли. Регион теперь известен производством экзотического мяса, такого как мясо яка, бизона, и лося.
В 1980-х, постройка трубопровода закончилась. Холодная война также закончилась. Было построено новое шоссе, шоссе Джорджа Паркса, между Анкориджом и Фэрбанксом. Это шоссе шло по маршруту железной дороги и было более коротким маршрутом для автомобилистов, путешествующих между Анкориджом и Фэрбанксом, чем маршрут по шоссе Гленна и Ричардсона. Многие путешественники стали использовать новое шоссе, обходя Делта-Джанкшен. Эти вызвало замедление экономики Делта-Джанкшен. В течение 1990-х и 2000-х, в регион прибыли иммигранты из бывших советских республик, значительно изменив национальный состав местного населения.
С 1995 по 2002 военная база в Форт-Грили была законсервирована. В связи с этими преобразованиями было предложено разместить в Делта-Джанкшен, в помещениях базы, тюрьму штата. Однако, из-за протестов местных жителей, этот план не был осуществлён.
Вскоре после этого правительство Соединенных Штатов объявило о планах построить в Форт-Грили базу противоракетной защиты.
С 2002 года по 2005 год Делта-Джанкшен испытал новый экономический бум, подобный буму при строительстве трубопровода. Он был вызван возобновлением функционирования Форт-Грили и возведением стенда для испытаний ракетной техники. В городе открыли свои представительства такие известные фирмы, как Боинг, Бехтель, KBR и др. Создание золотого рудника Поуго к северу от Делта-Джанкшен также внесло значительный вклад в экономику города.

## Галерея

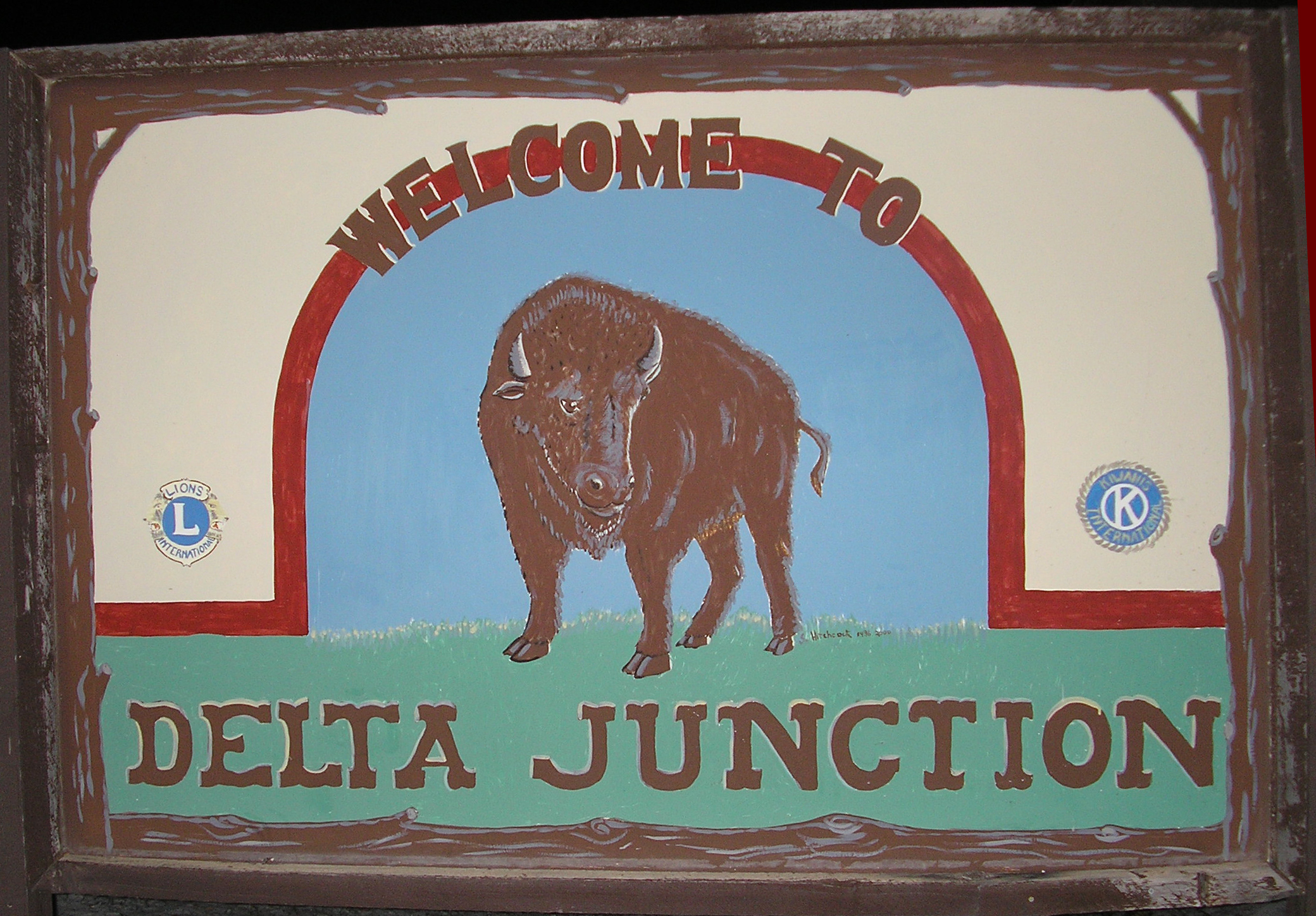
Добро пожаловать в Делта-Джанкшен
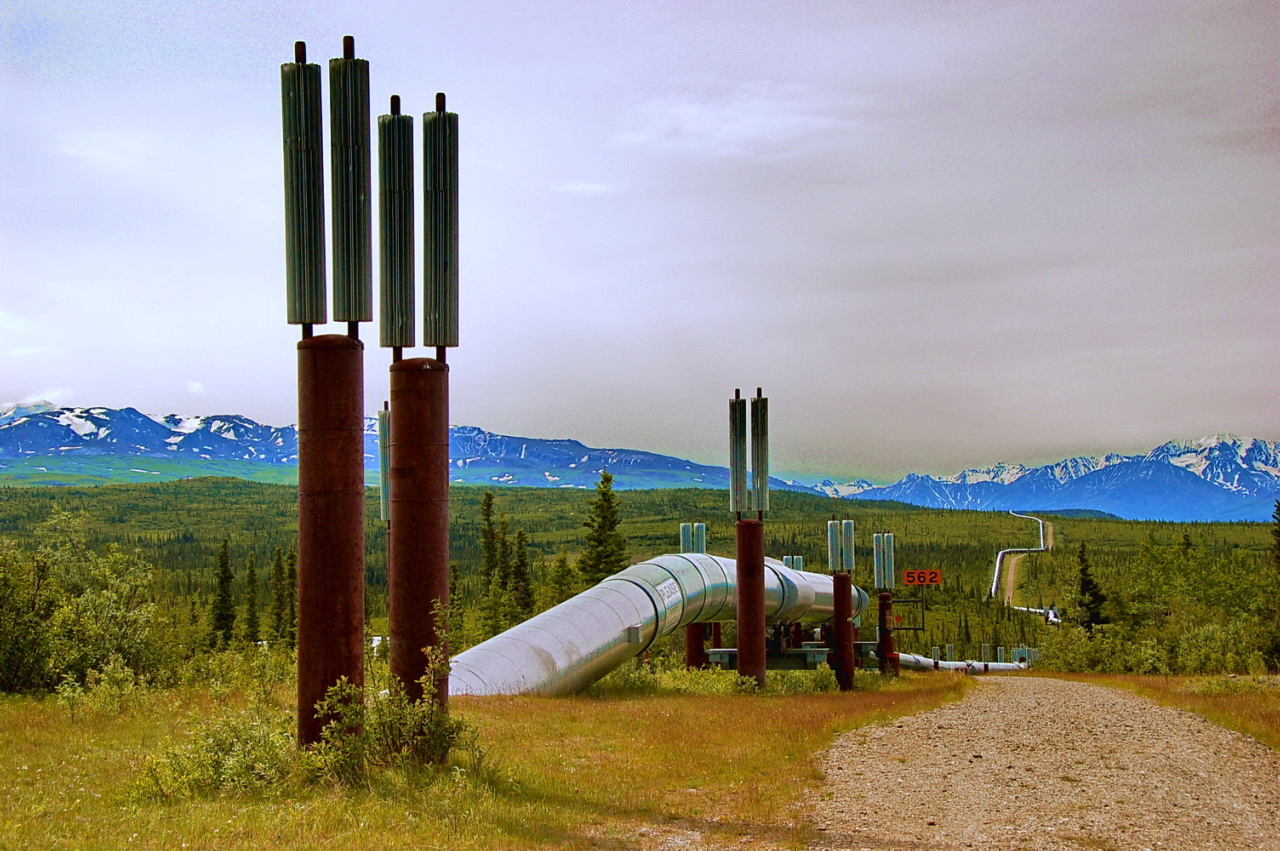
Трансаляскинский нефтепровод возле Делта-Джанкшен
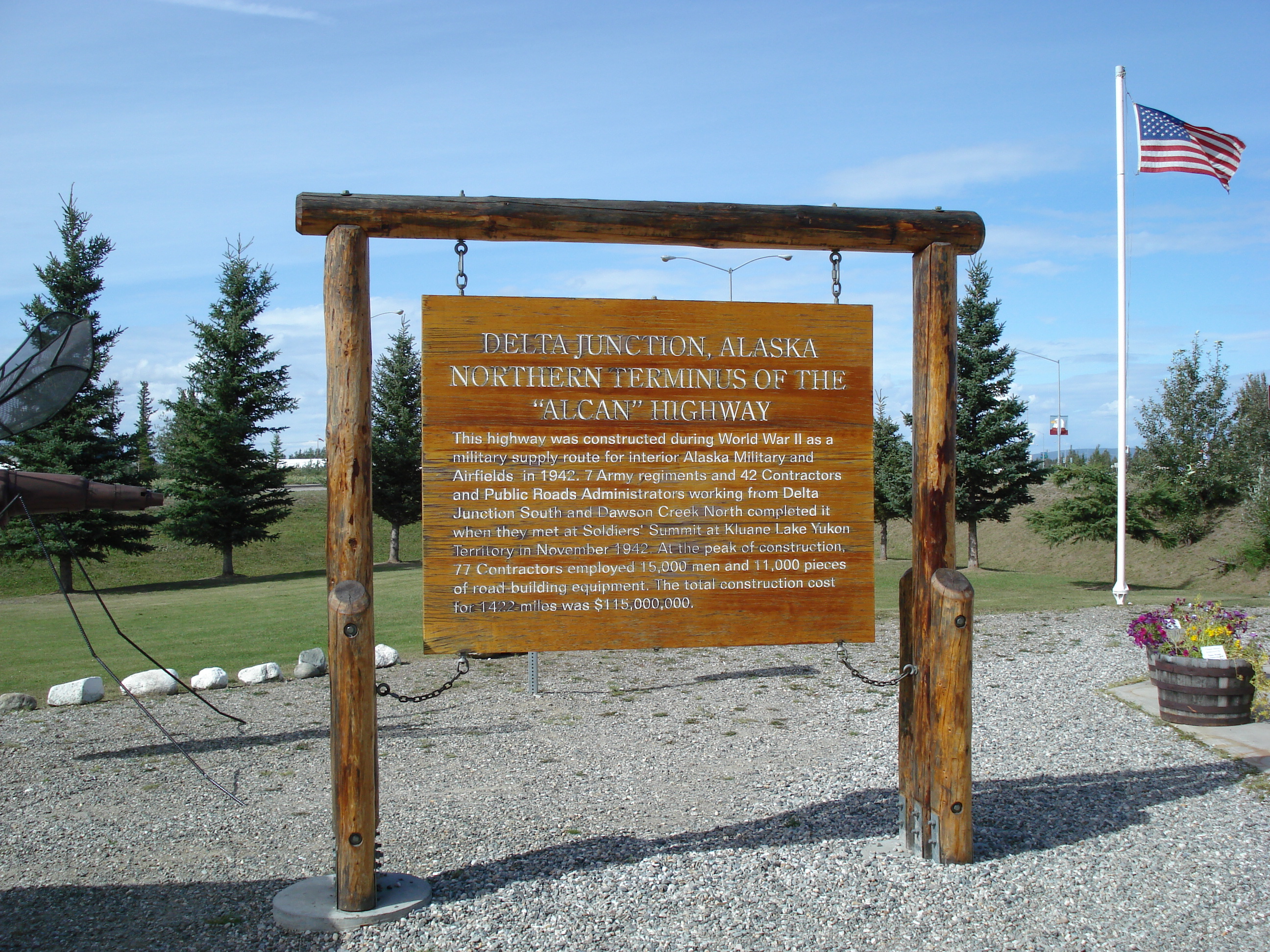
Конечная точка Аляскинской трассы Делта-Джанкшен (Аляска, США)
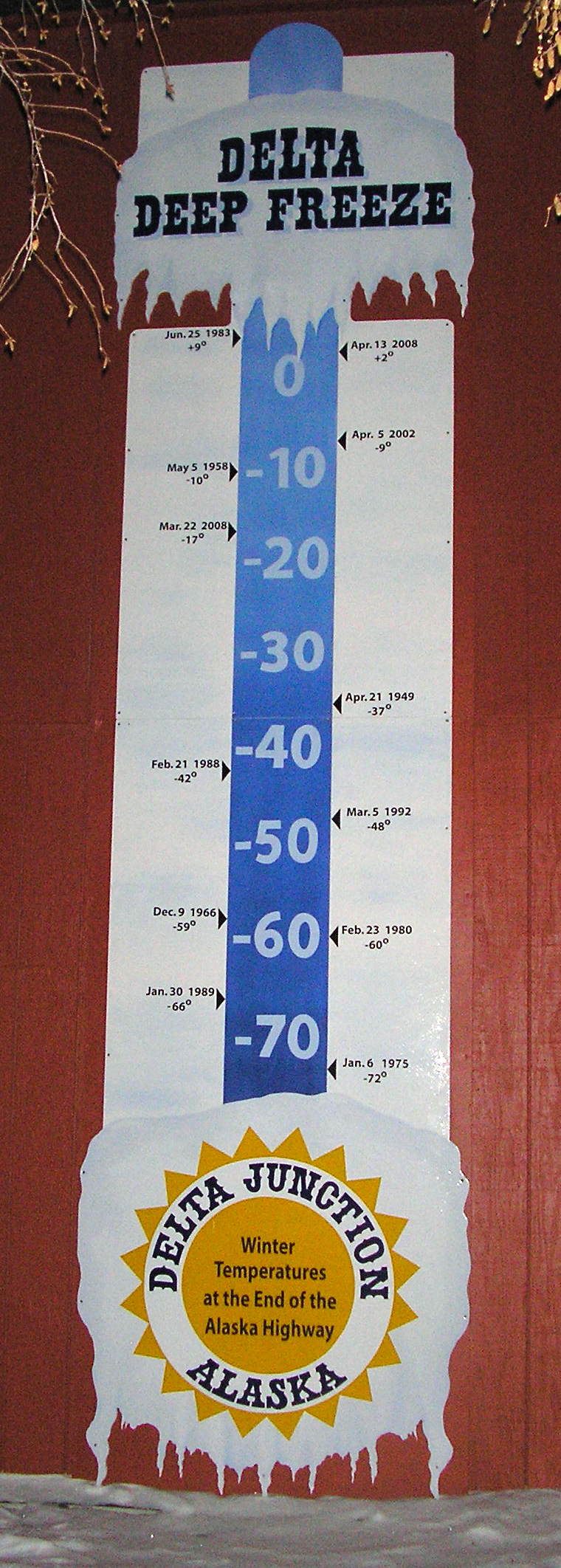
Знак в туристическом центре, показывающий самые низкие температуры, зарегистрированные в разные годы (по шкале Фаренгейта)